# Øster Hassing
Øster Hassing er en landsby i det sydøstlige Vendsyssel med 135 indbyggere i ca. 50 husstande (2008), beliggende 13 km sydøst for Vodskov, 14 km nordvest for Hals, 3 km nordøst for Gandrup og 21 km øst for Aalborg. Byen hører til Aalborg Kommune og ligger i Region Nordjylland. I 1970-2006 hørte byen til Hals Kommune, hvor Gandrup var kommunesæde.
Øster Hassing hører til Øster Hassing Sogn, og Øster Hassing Kirke ligger i landsbyen. Midt mellem Øster Hassing og Gandrup ligger naturområdet Teglværkssøerne, og en gang- og cykelsti gennem naturområdet forbinder de to byer.

## Faciliteter
I 2019 er der opført et nyt forsamlingshus med plads til 80 spisende gæster. Øster Hassing betjenes af en lokal busrute mellem Hals og Gandrup samt af flextrafik til Vodskov. Desuden benytter indbyggerne Gandrups faciliteter.

## Historie
Sæbybanen (1899-1968) mellem Nørresundby og Frederikshavn gik lige syd om Øster Hassing. I 1934 etablerede selskabet Øster Hassing Kær trinbræt 1 km øst for landsbyen, hvor banen krydsede Kærvej. Trinbrættet havde forsænket læskur og meget kort jordperron. Signalskiven som man skulle vende hvis toget skulle stoppe, sad på en gammel skinne.